# Leptotrichus spinosus
Leptotrichus spinosus is een pissebed uit de familie Porcellionidae. De wetenschappelijke naam van de soort is voor het eerst geldig gepubliceerd in 2000 door Schmalfuss.